# میدان وانکور
میدان وانکور از میدان‌های نفتی و گازی روسیه، مستقر در سرزمین کراسنویارسک است، که در سال ۱۹۸۸ کشف شد و هم‌اکنون متعلق به شرکت روس‌نفت است. ظرفیت تولید گاز طبیعی این میدان معادل ۹۵ میلیون متر مکعب در روز می‌باشد.